# Raoul Pleskow
Raoul Pleskow, né le 12 octobre 1931 à Vienne et mort le 18 mai 2022, est un compositeur et pédagogue américain d'origine autrichienne.

## Biographie
Raoul Pleskow migre aux États-Unis en 1939 mais n'en adopte la nationalité qu'en 1945. Il étudie à la Juilliard School de New York de 1950 à 1952, puis avec Karol Rathaus au Queen's College où il obtient son Bachelor de Musique en 1956. Il étudie aussi avec Otto Luening à l'Université Columbia où il obtient son Master de Musique en 1958. Il enseigne ensuite au Charles William Post College à l'Université de Long Island à partir de 1959.

## Esthétique
Ses œuvres allient autant la tonalité que l'atonalité.

## Œuvres

### Œuvres orchestrales
- Deux Mouvements (1968)
- Music (1980)
- Quatre Bagatelles (1981)
- Six Epigrams (1985)
- Consort pour orchestre à cordes (1988)

### Œuvres de musique de chambre
Il compose des œuvres pour violon, alto, violoncelle, cuivres et piano ainsi que les pièces suivantes :
- Mouvement, pour flûte, violoncelle et piano (1964)
- Music pour sept instrumentistes (1966)
- Movement pour neuf instrumentistes (1967)
- Trois Bagatelles pour flûte, alto et piano (1969)
- Quatuor à cordes (1979)
- Quatre Pièces pour flûte, violoncelle et piano (1979)
- Variations on a Lyric Fragment pour violoncelle et piano (1980)
- Four Short Pieces pour sept instrumentistes (1981)
- Divertimento : Sua sei canzoni pour cinq instrumentistes (1984)
- Intrada pour flûte, clarinette, volon et violoncelle (1984)
- Composition pour quatre instruments (1987)

### Œuvre de musique vocale
Raoul Pleskow compose également de nombreuses œuvres pour voix soliste avec accompagnement divers ainsi que les œuvres suivantes :
- Cantate pour deux sopranos, ténor, chœur et orchestre (1975)
- 2e Cantate pour soprano, ténor, chœur et orchestre (1979)
- Six Brief Verses pour deux sopranos et ou voix de femmes, cordes et piano (1983)
- Paumanok pour soprano, chœur et ensemble de musique de chambre (1985)
- Sérénade pour chœur et orchestre (1988)